# Gamma (фестиваль)
Gamma — один из крупнейших мировых фестивалей электронной музыки и современного искусства, проводимый в Санкт-Петербурге с 2016 года. Музыкальный формат фестиваля охватывает направления от танцевальной и авангардной электроники до экспериментального эмбиента и техно-музыки. В рамках фестиваля проходят выставки медиа-арта и разнообразные культурные события. Программа фестиваля открывается профессиональным форумом Gamma_PRO, поднимающим важные вопросы в современной культуре. Каждый год площадками Gamma становятся необычные и аутентичные места Санкт-Петербурга.
Фестиваль традиционно начинается с масштабного концерта-открытия, это событие является своего рода перформансом предваряющим основное действие фестиваля, но являющееся очень важной частью концепции. Концерт-открытие всегда происходит в необычной локации, а художественная составляющая позволяет выйти за рамки традиционного концерта. Как например удивительные поющие тибетские чаши под медитативный эмбиент-аккомпанемент японского музыканта-философа и огромная проекция на самый большой купол в Европе, или концерт всемирно известного неоклассического композитора отмеченного премией Грэмми, в дворцовых интерьерах XVIII века, или во дворе заброшенного завода.
Основная программа фестиваля GAMMA это музыкальные выступления на 5 сценах, выставка медиа-инсталляций и современного искусства, стрит-арт и паблик-арт, театральные перформансы и авангардная электронная музыка. Все это происходит в аутентичных пространствах Санкт-Петербурга, где наследие уникальной архитектуры XVIII—XIX веков соседствуют с впечатляющими проектами создающими современный образ города. Фестиваль неоднократно получал высокие оценки по всему миру, известный английский журнал DJ Mag включал Гамму в 10-ку лучших фестивалей мира, проходящих в самых необычных локациях, авторитетный немецкий Groove Magazine в топ-10 летних фестивалей Европы, а журнал FACT в 2019 году назвал Гамму самым необычным событием на континенте.

## История

### 2016
Первый фестиваль прошёл в 2016 году на заброшенной территории бывшей экспериментальной судостроительной верфи, которая располагается на Петровской косе. Он собрал более 5000 гостей.
В список хедлайнеров вошли: Byetone, Function, Kangding Ray, Answer Code Request, Polar Inertia, Abdulla Rashim, Fred P, Albert van Abbe, Eric Cloutier, Tadeo, Dadub, Varg, Inner8, Shlømo, Francois X, Solar Bears, Robert Drewek, Mick Wills, Robert Lippok, Benoît and the mandelbrots, Unbalance, Ivan Logos, Lena Popova, Yuka, Exponent. На фестивале впервые прошла выставка современных художников, они показали свои работы в жанрах: стрит-арт, паблик-арт и медиа-арт. Многие артисты и музыканты выступили в России впервые.

### 2017
С 2017 года в рамках фестиваля состоялось открытие международной платформы по развитию современного искусства «Артификация». На фестивале представили работы в таких направлениях как: паблик-арт, медиа-искусство, архитектура и ресайкл-арт. Также в 2017 году местом проведения фестиваля стала часть цехов бывшего пивоваренного завода имени Степана Разина, часть цехов которого является памятником промышленной архитектуры.
В список хедлайнеров вошли: Regis, Vatican Shadow, Terence Fixmer, Murcof, Ø[Phase], Recent Arts, Mike Parker, Emptyset, Ulwhendar, Takaaki Itoh, Antarctic Takt, Drew McDowall (группа Coil), Rrose, Martin Kohlstedt, Nick Klein, Oake, Robert Lippok, Xosar, Zadig, Hannah Epperson, Unbalance, Ivan Logos, Lena Popova, Yuka, Exponent. Большинство хэдлайнеров представили российские премьеры своих выступлений.

### 2018
На открытии фестиваля во дворце Белосельских-Белозерских выступил немецкий композитор Hauschka, являющийся номинантом на премию Оскар и Золотой Глобус за лучший саундтрек.
21 июля на территории Ленфильма, в рамках фестиваля запускается профессиональный международный форум «Gamma_PRO» и становится ежегодным. Главная тема «Gamma_PRO 2018» — «Глобальное фестивальное движение». Сотрудничество между участниками фестивального движения и новые формы культуры. Участниками форума стали представители ключевых международных и российских фестивалей, связанных с электронной музыкой и современной культурой, а также представители ведущих международных культурных институций.
В качестве хэдлайнера первого дня форума Gamma_Pro выступил фестиваль MUTEK Montréal. Фестиваль был основан в Канаде в 2000 году, а сегодня проходит в 7 странах мира. Впервые в России MUTEK представил основатель и идеолог Алан Монжо, который выступил с обзором о современном аудиовизуальном искусстве. Форум посетило более 1500 человек. .
Хедлайнерами фестиваля стали: Ancient Methods, Byetone, Cio D’or, Codex Empire, Drumcell, DVS1, Edward, Huerco S, Invite, Mike Parker, Naty Seres, NSI, O/H, ORPHX, Robert Lippok, Roll The Dice, Shaunbaron Carvais, Shlømo, Tobias, Teste, Unbalance, Ivan Logos, Lena Popova, Yuka, Kobba, Exponent, Anrilov, CultKitchen and PRCDRL + Arma17 stage : Abelle, Hipushit, Teste, Ranishe Niyaak, LVRIN, Sariim, Sofia Rodina.
Как и в 2017 году, в основной программе было задействовано 6 этажей и два здания завода им. Степана Разина. Основная программа прошла в цехах огромного памятника советского конструктивизма. Некоторые музыканты и диджеи представили специальные версии своих выступлений. Завершился фестиваль в воскресенье на территории загородной арт-резиденции искусств и технологий Quartariata в Петергофе.

### 2019
Фестиваль в четвёртый раз прошёл в Санкт-Петербурге с 11 по 14 июля в нескольких индустриальных локациях, основная программа была представлена в цехах большого старинного завода им. Степана Разина, форум Gamma_PRO и концерт-открытие в двух величественных газгольдерах на Обводном канале, а последний день фестиваля на заводе Арсенал, в пространстве Blank, за 4 дня фестиваля на 12 сценах выступили более 80 артистов из 17 стран мира. В рамках фестиваля открылась международная звуковая лаборатория для музыкантов, музыковедов, медиа-художников, программистов и исследователей в области машинного обучения и искусственного интеллекта. Лаборатория получила название Gamma_LAB AI и преследует цель создания новых музыкальных произведений или реконструкции утраченных с использованием технологий искусственного интеллекта и машинного обучения.
Хедлайнерами фестиваля стали: Surgeon, Boston 168, Dax J, I Hate Models, Oscar Mulero, Raffael Anton Irisarri, Samuel Kerridge, The Empire Line, The Exaltics, Map.ache, Yuka, Exponent, Michela Pelusio, Bear Bones, Lay Low, JESSE, Lucy Railton, Lutto Lento, Marta SmiLga, Myako, schtum, Robert Curgenven, Soho Rezanejad, Violet, Ivan Logos, Lena Popova, Exponent.
В 2019 году фестиваль GAMMA представил коллаборацию с SHAPE, европейской платформой инновационной музыки и аудиовизуального искусства. Каждый год SHAPE при поддержке программы Creative Europe выбирает 48 артистов для презентации их творчества на международных фестивалях по всему миру. Традиционно среди них есть художники, создающие аудиовизуальные проекты, и музыканты, чья жанровая принадлежность варьируется от post-grime и техно до свободной импровизации и акустической музыки.

## Лайн-ап
| Год  | Дата            | Xедлайнеры |  |
| ---- | --------------- | --- |  |
| 2016 | с 23 по 24 июля | Byetone, Function, Kangding Ray, Answer Code Request, Polar Inertia, Abdulla Rashim, Fred P, Albert van Abbe, Eric Cloutier, Tadeo, Dadub, Varg, Inner8, Shlømo, Francois X, Solar Bears, Robert Drewek, Mick Wills, Robert Lippok, Benoît and the mandelbrots, Unbalance, Ivan Logos, Lena Popova, Yuka, Exponent and more.. |  |
| 2017 | с 14 по 17 июля | Regis, Vatican Shadow, Terence Fixmer, Murcof, Ø[Phase], Recent Arts, Mike Parker, Emptyset, Ulwhendar, Takaaki Itoh, Antarctic Takt, Drew McDowall, Rrose, Martin Kohlstedt, Nick Klein, OAKE, Robert Lippok, Xosar, Zadig, Hannah Epperson, Unbalance, Ivan Logos, Lena Popova, PRCDRL, Ivan Preston, Yuka, Exponent and more.. |  |
| 2018 | с 19 по 22 июля | Ancient Methods, Byetone, Cio D’or, Codex Empire, Drumcell, DVS1, Edward, Huerco S, Invite, Mike Parker, Naty Seres, NSI, O/H, ORPHX, Robert Lippok, Roll The Dice, Shaun Baron Carvais, Shlømo, Tobias, Teste, Unbalance, Ivan Logos, Lena Popova, Yuka, Kobba, Exponent, Anrilov, CultKitchen, PRCDRL, Abelle, Hipushit, Teste, Ranishe Niyaak, LVRIN, Sariim, Sofia Rodina and more… |  |
| 2019 | с 11 по 14 июля | Surgeon, Boston 168, Dax J, I Hate Models, Oscar Mulero, Raffael Anton Irisarri, Samuel Kerridge, The Empire Line, The Exaltics, Map.ache, Ivan Logos, Lena Popova, Yuka, Exponent, Michela Pelusio, Bear Bones, Lay Low, JESSE, Lucy Railton, Lutto Lento, Marta SmiLga, Myako, schtum, Robert Curgenven, Soho Rezanejad, Violet, Unbalance, Ivan Logos, Blain, PRCDRL, Anrilov, Vincent Lemieux, Damian Romero, Maurice Jones, Peter Kirn, Yu Kawabata, Prisheletz, Maxime Aumone, Malo Lacroix and more… |  |

## Оценки
- В 2018 году британский журнал DJ Mag включил фестиваль в топ-10 фестивалей мира, проходящих в самых необычных локациях[14]
- В 2018 году немецкий журнал Groove включил фестиваль в топ-10 летних фестивалей Европы[15]
- В 2018 году еженедельник Timeout включил фестиваль в список 50 главных фестивалей года[16]
- В 2019 году американская медиа-платформа 6AM внесла фестиваль в топ-10 фестивалей мира, которые нельзя пропустить[17]
- В 2019 году главное российское издание о современном искусстве The Art Newspaper включило фестиваль Gamma в 7-ку лучших фестивалей, на которых представлено современное искусство.
- В 2019 году европейская издательская платформа Clot Magazine, посвященная исследованиям искусства и науки включила фестиваль в список главных мировых событий июля.